# デビッド・マコーレイ
デビッド・マコーレイ（David Macaulay、1946年12月2日 - ）は、イギリス人イラストレーター、作家。
1946年イギリスランカシャー生まれ。1957年家族とともにアメリカニュージャージー州ブルームフィールドに移住した。
ロードアイランド・スクール・オブ・デザインで学んだ。同校の教師を務める。
1975年にドイツ児童文学賞、1991年にコルデコット賞を受賞した。

## 受賞歴
- ドイツ児童文学賞ノンフィクション部門 1975年（Cathedral: The Story of its Construction（『カテドラル - 最も美しい大聖堂のできあがるまで』）に対して）
- コルデコット賞　1991年　（Black and Whiteに対して）

## 主な作品
- Cathedral: The Story of its Construction（『カテドラル - 最も美しい大聖堂のできあがるまで』）(1973)
- City: A Story of Roman Planning and Construction (1974)
- Pyramid（『ピラミッド - 巨大な王墓建設の謎を解く』） (1975)
- Underground（『アンダーグラウンド - 都市の地下はどうつくられているか』） (1976)
- Castle（『キャッスル - 古城の秘められた歴史をさぐる』） (1977)
- Great Moments in Architecture (1978)
- Motel of The Mysteries (1979)
- Unbuilding (1980)（『エンパイア・ステート・ビル解体』）
- Help! Let Me Out! David Lord Porter著 (1982) (デビッド・マコーレイ:イラスト)
- Mill (1983)
- Baaa (1985)
- Why the Chicken Crossed the Road（『ニワトリが道にとびだしたら』） (1987)
- en:The Way Things Work（『道具と機械の本 - てこからコンピューターまで』）ニール・アーダレイ共著 (1988)
- Black and White (1990)
- Ship (1994)
- Shortcut (1995)
- Rome Antics (1997)
- en:The New Way Things Work (1998)
- Pinball Science (1998) (CD-ROMビデオゲーム)
- Building the Book Cathedral (1999)
- en:Building Big（『イラスト図解: 世界の巨大建造物』） (2000)
- Angelo（『アンジェロ』） (2002)
- Mosque (2003)
- The Way We Work（『驚異の人体 - 不思議な「わたしたち」のしくみ』） (2008)
- Built to Last (2010)

## 日本語訳された作品
- 『ピラミッド - 巨大な王墓建設の謎を解く』鈴木八司訳、岩波書店、1979年
- 『カテドラル - 最も美しい大聖堂のできあがるまで』飯田喜四郎訳、岩波書店、1979年
- 『キャッスル - 古城の秘められた歴史をさぐる』桐敷真次郎訳、岩波書店、1980年
- 『アンダーグラウンド - 都市の地下はどうつくられているか』田村明訳、岩波書店、1981年
- 『エンパイア・ステート・ビル解体』中江昌彦訳、河出書房新社、1984年
- 『ニワトリが道にとびだしたら』大型絵本、小野耕世訳、岩波書店、1988年
- 『道具と機械の本 - てこからコンピューターまで』歌崎秀史訳、岩波書店、1990年
- 『アンジェロ』千葉茂樹訳、ほるぷ出版、2006年
- 『驚異の人体 - 不思議な「わたしたち」のしくみ』リチャード・ウォーカー共著、堤理華訳、ほるぷ出版、2009年
- 『イラスト図解: 世界の巨大建造物』六耀社、2018年